# Baranamtarra
| |  |  |
| Empreinte sur une bulle d'argile des sceaux de Lugal-Anda (gauche) et de son épouse Baranamtarra (droite), v. 2400 av. J.-C., trouvées à Girsu/Tello, musée du Louvre. |  |  |

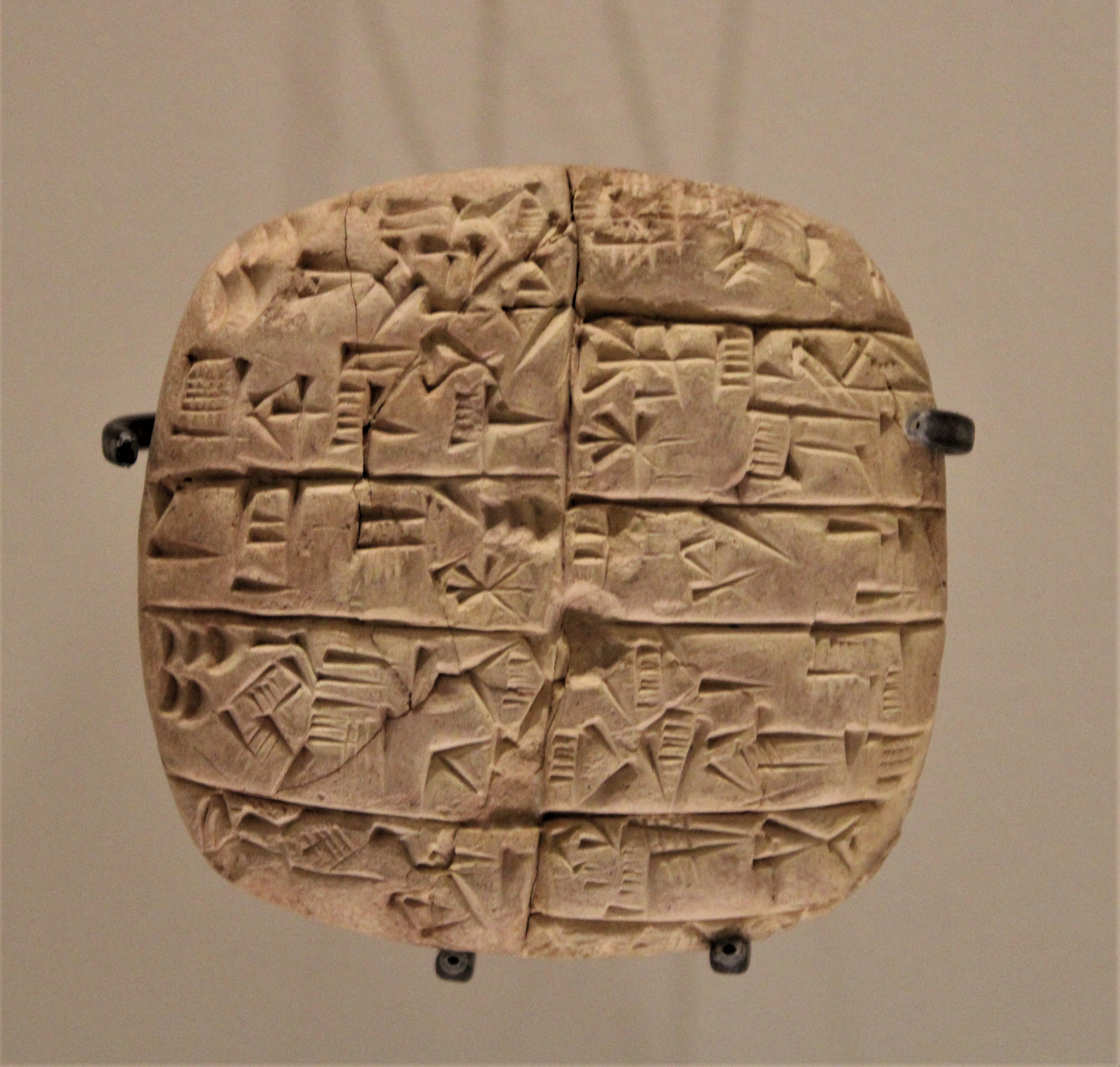
Tablette administrative mentionnant l'envoi de laine et d'argent à Dilmun (Bahreïn) par la reine Baranamtarra. Musée du Louvre.

Baranamtarra (vers XXIVe siècle av. J.-C.) est une reine mésopotamienne, épouse de Lugal-Anda, roi de Lagash. Elle se distingue par le rôle politique et économique important qu'elle a exercé durant le règne de son mari.

## Rôle politique et économique
Baranamtarra entretenait des relations diplomatiques avec la reine Adab et gérait des échanges commerciaux avec l'île lointaine de Dilmun (Bahreïn). Les tablettes administratives retrouvées témoignent de son autorité dans la gestion des affaires du royaume, notamment dans le contrôle des biens du temple et l'organisation du commerce international. Contrairement aux pratiques habituelles de l'époque, Baranamtarra apposait sa signature sur les documents officiels, attestant d'un statut politique exceptionnel pour une femme de cette période. Cette particularité a conduit l'historienne Elin Sand à s'interroger sur la répartition effective du pouvoir entre les deux époux, suggérant que Baranamtarra ait pu exercer une forme de co-régence.
En 2378 av. J.-C., Lugal-Anda et Baranamtarra perdent le pouvoir au profit d'Urukagina qui s'empare du trône de Lagash.

## Hommages
- Le cratère vénusien Baranamtarra a été nommé en son honneur[3],[4].

- La reine Baranamtarra est l'une des 1 038 femmes dont le nom figure sur le socle de l'œuvre contemporaine The Dinner Party de Judy Chicago. Elle y est associée à la déesse Ishtar, troisième convive de l'aile I de la table[5].

## Sources
- (en) Cyril John Gadd, in The Cambridge Ancient History, vol. I, part 2, Cambridge, Cambridge University Press, 1971, p. 120.
- Edmond Sollberger et Jean-Robert Kupper, Inscriptions royales sumériennes et akkadiennes, Paris, Le Cerf, 1971, IC10d
- Maurice Lambert, « Les Dieux vivants à l'aube du temps historique », dans Sumer, vol. 5, p. 14-15
- (en) Elin Sand, Woman ruler : woman rule, San Jose, iUniverse.com, 22 août 2001, 548 p. (ISBN 978-1-58348-394-7).

### Autres reines du Proche-Orient ancien
- Puabi (Shub-Ad d'Ur) — vers 2600-2500 av. J.-C.
- Kubaba (Kug-Bau) — vers 2400 av. J.-C.
- Enheduanna — vers 2285-2250 av. J.-C.
- Sémiramis — vers 810-783 av. J.-C.